# Raimundo Francisco Ribeiro
Raimundo Francisco Ribeiro (Cascavel, 23 de março de 1820 — 11 de junho de 1894) foi sacerdote católico e parlamentar brasileiro.

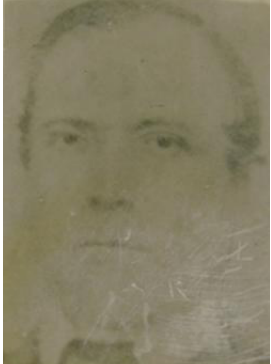
CÔNEGO RAIMUNDO FRANCISCO RIBEIRO

## Biografia
Nascido na vila de Cascavel, no Ceará, filho de João Firmino Dantas Ribeiro e de Luísa Teixeira, e irmão mais novo de João Severiano Ribeiro, também político. Matriculado no Seminário de Olinda, recebeu o presbiterato em 1843 e, por carta imperial de 25 de junho de 1845, foi nomeado vigário colado da freguesia de Baturité, a qual paroquiou até o fim de sua vida.
Foi membro importante do Partido Conservador, que o distinguiu com o mandato de deputado provincial, entre 1850 e 1851, tendo também representado o Ceará como deputado suplente do Visconde de Jaguaribe, na legislatura de 1857 a 1860, e efetivo à Assembléia Geral na 12.a legislatura, de 1864 a 1866.
Faleceu de lesão cardíaca aos 74 anos de idade. Apesar de padre, deixou descendência de sua união com Maria Florinda Bezerra de Albuquerque:
- João Firmino Dantas Ribeiro (Neto) (1855 - 1928), magistrado, ex-presidente do Tribunal de Justiça do Ceará;
- Raimundo Francisco Ribeiro Filho (1861 - 1928), magistrado e professor da Faculdade de Direito do Ceará, que por sua vez foi avô do escritor João Felipe Saboia Ribeiro[2].